# Tunnel van Glaaien
De tunnel van Glaaien is een spoortunnel in Glaaien, een deelgemeente van Bitsingen. De tunnel heeft een lengte van 145 meter. De dubbelsporige spoorlijn 24 gaat door deze tunnel.